# Asociación Internacional de la Ciencia Regional
Asociación Internacional de la Ciencia Regional (en inglés: Regional Science Association International, RSAI) Es una organización internacional compuesta por académicos interesados en la Ciencia regional, un concepto que trata de estudiar los impactos regionales de los procesos nacionales o mundiales de cambio económico y social.

## Historia
A finales de la década de 1940 y principios de la década de 1950, el economista Walter Isard trabajó para reunir a un grupo de académicos interesados en analizar el desarrollo regional (es decir, subnacional). Estos académicos procedían de diferentes disciplinas: economía, geografía, urbanismo, ciencias políticas y sociología rural. Este nuevo enfoque de la ciencia regional, lo concebían como un esfuerzo interdisciplinario, que requeriría conceptos teóricos únicos, herramientas metodológicas y datos. Debido a que su esfuerzo fue interdisciplinario, ninguna organización académica existente reunió a los participantes, por lo que crearon su propia organización, que se reunió por primera vez en diciembre de 1954.
La sede central de la organización se encuentra ubicada en la Universidad de las Azores, Azores, Portugal. La organización tiene además 22 subsedes regionales en todo el mundo.